# Epicopeia albofasciata
Epicopeia albofasciata är en fjärilsart som beskrevs av Alexander Michailovitsch Djakonov 1926. Epicopeia albofasciata ingår i släktet Epicopeia och familjen Epicopeiidae. Inga underarter finns listade i Catalogue of Life.